# 莱西纳

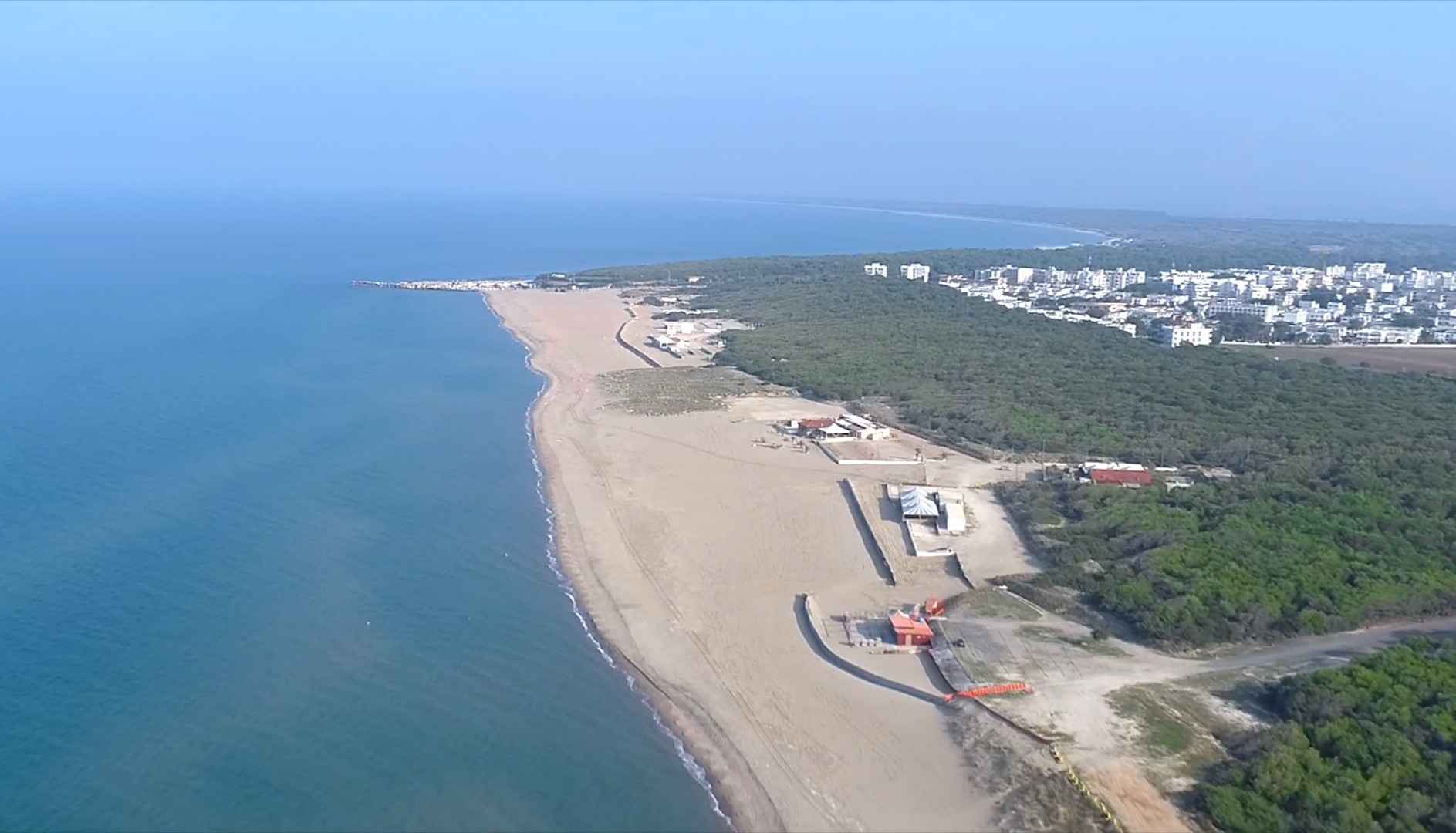
全景图

莱西纳（義大利語：Lesina）是意大利普利亚大区福賈省的市镇。面积为159平方公里，人口数量为6,346人（2017年）。